# ریزنبورگ
ریزنبورگ (به هلندی: Rijsenburg) یک منطقهٔ مسکونی در هلند است که در اوترختسه هئوفل‌روخ واقع شده‌است.